# Hành chính Việt Nam Dân chủ Cộng hòa
Hành chính Việt Nam Dân chủ Cộng hòa phản ánh bộ máy hành chính từ trung ương tới địa phương của chính quyền Việt Nam Dân chủ Cộng hòa trong thời kỳ 1945-1975.

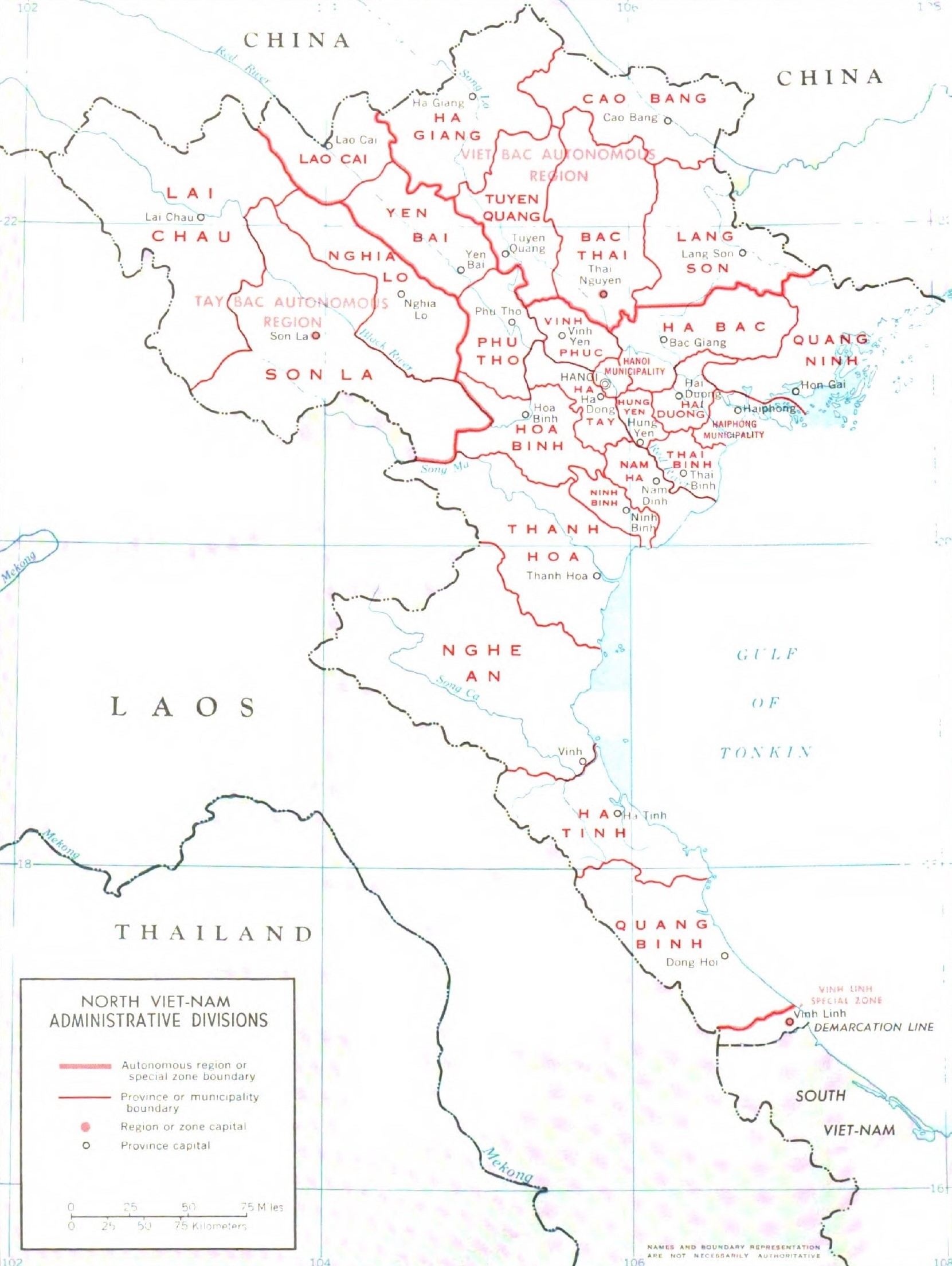

## Chính quyền trung ương
Chính phủ lâm thời Việt Nam Dân chủ Cộng hòa được thành lập ngày 28 tháng 8 năm 1945 gồm 13 bộ: Bộ Ngoại giao, Bộ Nội vụ, Bộ Thông tin Tuyên truyền, Bộ Quốc phòng, Bộ Thanh niên, Bộ Kinh tế quốc gia, Bộ Cứu tế Xã hội, Bộ Tư pháp, Bộ Y tế, Bộ Giao thông công chính, Bộ Lao động, Bộ Tài chính, Bộ Quốc gia giáo dục. Ngày 2 tháng 9 năm 1945, Hồ Chí Minh thay mặt Chính phủ lâm thời đọc Tuyên ngôn độc lập và tuyên bố nước Việt Nam Dân chủ Cộng hòa ra đời.
Ngày 1 tháng 1 năm 1946, Chính phủ lâm thời Việt Nam Dân chủ Cộng hòa được cải tổ thành Chính phủ liên hiệp lâm thời Việt Nam Dân chủ Cộng hòa, vẫn do Hồ Chí Minh làm chủ tịch.
Ngày 2 tháng 3 năm 1946, tại kì họp thứ nhất của Quốc hội Việt Nam khóa I đã bầu Chính phủ chính thức, do Hồ Chí Minh làm chủ tịch. Chính phủ này gồm 10 bộ: Bộ Ngoại giao, Bộ Nội vụ, Bộ Quốc phòng, Bộ Kinh tế, Bộ Tài chính, Bộ Xã hội-Y tế-Cứu tế-Lao động, Bộ Tư pháp, Bộ Giao thông công chính, Bộ Giáo dục, Bộ Canh nông.

## Chính quyền địa phương

### Thời kỳ 1945-1946
Từ ngày 30 tháng 11 năm 1945, hệ thống chính quyền địa phương (kỳ, tỉnh, huyện, xã) gồm có Hội đồng nhân dân và Ủy ban hành chính. Hội đồng nhân dân là cơ quan thay mặt nhân dân, do nhân dân bầu ra. Ủy ban hành chính là cơ quan hành chính, vừa thay mặt cho dân, vừa đại diện cho Chính phủ, do Hội đồng nhân dân bầu ra. Riêng cấp kì và cấp huyện chỉ có Ủy ban hành chính. Tại các thành phố (trừ Đà Lạt), có Hội đồng nhân dân thành phố, Ủy ban hành chính thành phố, dưới thành phố là khu phố, có Ủy ban hành chính khu phố Về hệ thống phân cấp hành chính, gồm có kỳ, tỉnh, huyện, xã và thôn; ngoài ra còn có thành phố trực thuộc trung ương, thành phố trực thuộc kỳ, thị xã trực thuộc kỳ và thị xã trực thuộc tỉnh.
Giai đoạn 1945-1946, Việt Nam gồm có 69 tỉnh và thành phố, trong đó:
- Bắc Bộ gồm có 29 tỉnh, thành:

1. Thành phố Hà Nội
2. Thành phố Hải Phòng
3. Bắc Giang
4. Bắc Kạn
5. Bắc Ninh
6. Cao Bằng
7. Hà Đông
8. Hà Giang
9. Hà Nam
10. Hải Dương
11. Hải Ninh
12. Hòa Bình
13. Hưng Yên
14. Kiến An
15. Lai Châu
16. Lạng Sơn
17. Lào Cai
18. Nam Định
19. Ninh Bình
20. Phú Thọ
21. Phúc Yên
22. Quảng Yên
23. Sơn La
24. Sơn Tây
25. Thái Bình
26. Thái Nguyên
27. Tuyên Quang
28. Vĩnh Yên
29. Yên Bái

- Trung Bộ gồm 19 tỉnh, thành:

1. Thành phố Đà Nẵng
2. Thanh Hóa
3. Nghệ An
4. Hà Tĩnh
5. Quảng Bình
6. Quảng Trị
7. Thừa Thiên
8. Quảng Nam
9. Quảng Ngãi
10. Bình Định
11. Phú Yên
12. Khánh Hòa
13. Phan Rang
14. Bình Thuận
15. Kon Tum
16. Playku
17. Dak Lak
18. Lâm Viên
19. Đồng Nai Thượng

- Nam Bộ gồm có 21 tỉnh, thành:

1. Thành phố Sài Gòn
2. Thành phố Chợ Lớn
3. Gia Định
4. Bà Rịa
5. Biên Hòa
6. Thủ Dầu Một
7. Tây Ninh
8. Tân An
9. Mỹ Tho
10. Bến Tre
11. Vĩnh Long
12. Trà Vinh
13. Sa Đéc
14. Châu Đốc
15. Hà Tiên
16. Long Xuyên
17. Cần Thơ
18. Sóc Trăng
19. Gò Công
20. Rạch Giá
21. Bạc Liêu

### Thời kỳ 1945-1954
Tháng 11 năm 1946, theo Hiến pháp Việt Nam Dân chủ Cộng hòa 1946, hệ thống phân cấp hành chính gồm có bộ (Bắc Bộ, Trung Bộ, Nam Bộ), tỉnh, huyện và xã.
Ngay sau khi Kháng chiến chống Pháp bùng nổ ngày 19 tháng 12 năm 1946, vào ngày 20 tháng 12 năm 1946, chính phủ ban hành Sắc lệnh số 1, đổi cấp bộ thành cấp khu. Cả nước chia thành 12 khu hành chính:
- Khu I, gồm các tỉnh Cao Bằng, Bắc Kạn, Thái Nguyên và Phúc Yên.
- Khu II, gồm các tỉnh Sơn Tây, Hà Đông, Hà Nam, Nam Định, Ninh Bình, Hòa Bình, Sơn La và Lai Châu.
- Khu III, gồm các tỉnh Hải Phòng, Kiến An, Thái Bình, Hưng Yên và Hải Dương.
- Khu IV, gồm các tỉnh Thanh Hóa, Nghệ An, Hà Tĩnh, Quảng Bình, Quảng Trị và Thừa Thiên.
- Khu V, gồm các tỉnh Quảng Nam, Quảng Ngãi, Bình Định, Công Tum và Gia Lai.
- Khu VI, gồm các tỉnh Phú Yên, Khánh Hòa, Ninh Thuận, Bình Thuận, Đắk Lắk, Lâm Viên và Đồng Nai Thượng.
- Khu VII, gồm các tỉnh Bà Rịa, Biên Hòa, Thủ Dầu Một, Tây Ninh, Gia Định, Chợ Lớn và Sài Gòn.
- Khu VIII, gồm các tỉnh Tân An, Gò Công, Mỹ Tho, Sa Đéc, Vĩnh Long, Trà Vinh và Bến Tre.
- Khu IX, gồm các tỉnh Châu Đốc, Long Xuyên, Hà Tiên, Cần Thơ, Sóc Trăng, Bạc Liêu và Rạch Giá.
- Khu X, gồm các tỉnh Lào Cai, Hà Giang, Yên Bái, Phú Thọ, Tuyên Quang và Vĩnh Yên.
- Khu XI: Hà Nội.
- Khu XII, gồm các tỉnh Lạng Sơn, Bắc Giang, Bắc Ninh, Hải Ninh, Hòn Gai và Quảng Yên.

### Thời kỳ 1954-1975
Sau năm 1954, Việt Nam tạm thời bị chia cắt thành 2 vùng tập kết quân sự, lấy sông Bến Hải và vĩ tuyến 17 làm ranh giới. Phía Bắc do chính quyền Việt Nam Dân chủ Cộng hoà quản lý, phía Nam do chính quyền Quốc gia Việt Nam và sau đó là Việt Nam Cộng Hoà quản lý. Ban đầu, miền Bắc Việt Nam có 29 tỉnh, 2 thành phố và 1 khu tự trị:
1. Thành phố Hà Nội
2. Thành phố Hải Phòng
3. Bắc Giang
4. Bắc Kạn
5. Bắc Ninh
6. Cao Bằng
7. Hà Đông
8. Hà Giang
9. Hà Nam
10. Hải Dương
11. Hải Ninh
12. Hòa Bình
13. Hưng Yên
14. Kiến An
15. Lạng Sơn
16. Lào Cai
17. Nam Định
18. Ninh Bình
19. Phú Thọ
20. Sơn Tây
21. Thái Bình
22. Thái Nguyên
23. Tuyên Quang
24. Vĩnh Phúc (hợp nhất 2 tỉnh Vĩnh Yên và Phúc Yên từ năm 1950)
25. Yên Bái
26. Thanh Hoá
27. Nghệ An
28. Hà Tĩnh
29. Quảng Bình
30. Đặc khu Vĩnh Linh (vốn thuộc tỉnh Quảng Trị)
31. Khu Hồng Quảng (hợp nhất tỉnh Quảng Yên và Đặc khu Hòn Gai)
32. Khu tự trị Tây Bắc (giải thể 2 tỉnh Lai Châu, Sơn La)

Năm 1956: Thành lập Khu tự trị Việt Bắc (ban đầu gồm 5 tỉnh: Cao Bằng, Bắc Kạn, Lạng Sơn, Tuyên Quang, Thái Nguyên, từ năm 1959 có thêm tỉnh Hà GIang)
Năm 1962:
- Sáp nhập tỉnh Kiến An vào thành phố Hải Phòng
- Hợp nhất 2 tỉnh Bắc Giang, Bắc Ninh thành tỉnh Hà Bắc
- Tái lập 2 tỉnh Lai Châu, Sơn La và thành lập tỉnh Nghĩa Lộ. 3 tỉnh đều nằm trong Khu tự trị Tây Bắc

Năm 1965:
- Hợp nhất 2 tỉnh Bắc Kạn, Thái Nguyên thành tỉnh Bắc Thái
- Hợp nhất 2 tỉnh Hà Nam, Nam Định thành tỉnh Nam Hà
- Hợp nhất 2 tỉnh Sơn Tây, Hà Đông thành tỉnh Hà Tây

Năm 1968:
- Hợp nhất 2 tỉnh Vĩnh Phúc, Phú Thọ thành tỉnh Vĩnh Phú
- Hợp nhất 2 tỉnh Hải Dương, Hưng Yên thành tỉnh Hải Hưng